# La bachata
La bachata è un singolo del cantante colombiano Manuel Turizo, pubblicato il 26 maggio 2022 come terzo estratto dal terzo album in studio 2000.

## Video musicale
Il video, diretto da Dave, è stato reso disponibile in concomitanza con l'uscita del brano attraverso il canale YouTube dell'interprete.

## Tracce
Testi e musiche di Manuel Turizo Zapata, Andrés Jael Correa Rios, Juan Diego Medina Vélez, Luis Miguel Gomez Castaño "Casta" ed Édgar Barrera.
1. La bachata – 2:42

## Formazione
- Manuel Turizo – voce
- Casta – produzione
- Édgar Barrera – produzione
- Juan Pablo Builes "Builes" – ingegneria del suono
- Alejandro Patiño "Mosty" – mastering, missaggio
- Laura Mercedes García – registrazione

## Classifiche

### Classifiche settimanali
| Classifica (2022-23)  | Posizione massima |
| --------------------- | ----------------- |
| Argentina             | 1                 |
| Bolivia               | 1                 |
| Cile                  | 2                 |
| Colombia              | 1                 |
| Costa Rica            | 1                 |
| Ecuador               | 1                 |
| Italia                | 68                |
| Kazakistan            | 71                |
| Messico               | 2                 |
| Panama                | 1                 |
| Perù                  | 1                 |
| Portogallo            | 5                 |
| Repubblica Dominicana | 5                 |
| Russia                | 131               |
| Spagna                | 1                 |
| Stati Uniti           | 67                |
| Svizzera              | 23                |

### Classifiche di fine anno
| Classifica (2022) | Posizione |
| ----------------- | --------- |
| Spagna            | 2         |
| Uruguay           | 2         |
| Classifica (2023) | Posizione |
| Argentina         | 18        |
| Italia            | 94        |
| Portogallo        | 8         |
| Spagna            | 4         |
| Svizzera          | 42        |
| Uruguay           | 9         |
| Classifica (2024) | Posizione |
| Argentina         | 50        |
| Portogallo        | 36        |
| Spagna            | 10        |